# Kampis György
Kampis György (Budapest, 1958. június 2. –) tudományfilozófus, elméleti biológus és evolúciókutató. Az ELTE Természettudományi Karának Tudománytörténet és Tudományfilozófia Tanszékének alapító tanszékvezető egyetemi tanára.

## Tanulmányai
1976-ban érettségizett, majd a Budapesti Műszaki Egyetem Villamosmérnöki karán folytatta tanulmányait, ahol 1981-ben diplomázott. 1988-ban egyetemi doktori címet szerzett az Eötvös Loránd Tudományegyetemen.
1989 és 1994 között Humboldt-ösztöndíjas a Tübingeni Egyetemen, majd tudományos munkatársa volt az egyetemnek. 1997 és 2001 között Széchenyi professzori ösztöndíjas.

## Egyetemi pályafutása
1981 és 1983 között műszaki ügyintéző az ELTE Magatartásgenetikai Laboratóriumában, majd egy évig az MTA KFKI tudományos segédmunkatársa. 1984-ben visszatért a Magatartásgenetikai Laboratóriumba, immár az MTA tudományos ösztöndíjasaként. 1987 és 1988 között az ELTE Etológia Tanszékén tudományos munkatárs, majd 1994-ig tudományos főmunkatárs. 1994 óta az ELTE Természettudományi Karának Tudománytörténet és Tudományfilozófia Tanszékén tanszékvezető egyetemi docens, majd egyetemi tanár.
1997 és 2003 az ELTE TTK Dékáni Tanácsában és Kari Tanácsában tevékenykedett.
Kutatási területe: elméleti biológia, az evolúció módszerelméleti problémái, kognitív tudományok.

## Tudományos közéleti pályafutása
1990-től a László Ervin vezette General Evolutionary Research Group nemzetközi tudományos csoport tagja. 1993-tól 2004-ig alapító kuratóriumi titkára volt a Magyar Kognitív Tudományi Alapítványnak (MAKOG), 2004 és 2006 között annak elnöke. Csányi Vilmossal , Pléh Csabával 1993-ban megalapította a MAKOG konferenciasorozatát. Emellett 1995 és 2000 között a Nemzetközi Szociológiai Társaság (ISA) Szociokibernetikai és Szociális Rendszerelméleti Osztálya elnökségi tagja volt. Rövid ideig a Magyar Akkreditációs Bizottság Filozófiai Szakbizottságának tagja.
1996 és 2000 között a Soros Alapítványnál különféle kuratóriumok tagja volt. 1998-tól elnöke az International Union of the History and Philosophy of Science logikai osztályának metodológiai és tudományfilozófiai magyar nemzeti bizottságának, ill. a BME Tudománytörténeti PhD-program Doktori Tanácsának tagja.
1998 és 2003 között az MTA Filozófiai Bizottságának tagjaként tevékenykedett.
Alapító tagja volt a BME Tudománytörténeti Doktori Iskolának és tanácsadó testületi tagja a BME Kognitív Tudományi Központjának.
2004-ben a Budapest Semester in Cognitive Science nevű tudományos program alapító igazgatója lett. Ugyanebben az évben rövid ideg az ELTE BTK kognitív tudományi PhD-alprogram vezetője volt.
1992 óta számos szakdolgozó és doktori ösztöndíjas témavezetője, meghívottként rendszeresen oktat a Pécsi Tudományegyetem és a Szegedi Tudományegyetem doktori programjaiban.
1989-től a World Futures: Journal of General Evolution, 1993 és 2003 között a BioSystems, 2008-tól az International Journal of General Systems szerkesztőségi tagja. Több tudományos folyóirat, a Behavioral and Brain Sciences, a BioSystems, a Philosophical Psychology, a Journal of Theoretical Biology, és a Foundations of Science számára végzett bírálatokat.
Tagja az Amerikai Filozófiai Szövetségnek, a Eötvös Loránd Fizikai Társulatnak, a Magyar Alexander von Humboldt Társaságnak, a Magyar Biológiai Társaságnak és a Magyar Filozófiai Társaságnak.

## Tudományos fokozatai, minősítése
- Habilitált (kognitív etológia), egyetemi tanár (2005)
- Tudomány doktora, filozófia (1995)
- PhD, elméleti biológia (1987)

## Díjai, elismerései
- A Magyar Biológiai Társaság Bauer Ervin elméleti biológiai pályadíja (1986)
- Az MTA Támogatott Kutatóhelyek Díja (1991)
- Széchenyi Professzori Ösztöndíj (1997-2001)

## Főbb publikációk

### Magyar nyelven
- Megismerő rendszerek (társszerkesztő Csányi Vilmossal és Pléh Csabával), Budapest, Akadémiai Kiadó, 2000
- Evolúció és megismerés (társszerkesztő Ropolyi Lászlóval), Budapest, Typotex Kiadó, 2001
- Az észleléstől a nyelvig (társszerkesztő Csányi Vilmossal és Pléh Csabával), Budapest, Gondolat Kiadó, 2004
- Tudat és elme (társszerkesztő Mund Katalinnal), Budapest, Typotex Kiadó, 2006

### Angol nyelven
- Kampis, G. & Gulyás, L. 2009: Feedback Self-Organization, Springer, megjelenés alatt.
- Forrai, G. és Kampis, G. (szerk.) 2005: Intentionality. Past and Future, Rodopi, Amsterdam.
- Kampis, G. 2004: Complexity is a Cue to the Mind, Behavioral and Brain Sciences 27.
- Kampis, G., Kvasz, L., & Stöltzner, M. (szerk.) 2002: Appraising Lakatos, Kluwer, Dordrecht.
- Kampis, G. 1991: Self-Modifying Systems: A New Framework for Dynamics, Information, and Complexity, Pergamon, Oxford-New York, pp 543+XIX.

### Fordításai
- Charles Darwin: A fajok eredete, Budapest, Typotex Kiadó, 2009 ISBN 9789639664449
- Daniel Dennett: "Darwin veszélyes ideája", Typotex Kiadó 2008 ISBN 978-963-9664-92-0 (Kavetzky Péterrel együtt)

## Külső hivatkozások
- Kampis György személyes honlapja
- Önéletrajz a Mindentudás Egyeteme honlapjáról
- Index – A tudás nem demokratikus Interjú Kampis Györggyel A fajok eredete c. könyv megjelenésének 150. évfordulója alkalmából
- A MAKOG előadások absztraktjai
- Index – A kreacionizmus pozitív olvasata Kossuth Klub előadás (2009. szeptember 29.)
- A Mindörökké evolúció c. előadás rádiófelvétele
- MTV Záróra 2009. november 19.